# Царук Антоніна Петрівна
Царук Антоніна Петрівна (9 травня 1961, Компаніївка, Кіровоградська область) — українська письменниця і поетеса, авторка численних дитячих поезій. Є членом Кіровоградської обласної організації НСПУ з 19 травня 2011 року.

## Життєпис
Закінчила філологічний факультет Кіровоградського державного педагогічного інституту імені О. Є. Пушкіна (нині — Центральноукраїнський державний педагогічний університет імені Володимира Винниченка). Працює викладачем у Центральноукраїнському національному технічному університеті. Є членом обласного літературного об'єднання «Степ», часто публікується в обласній пресі. Автор збірок віршів для дітей «Онучечка-чомучечка» (2006), «Відважне Мишеня» (2007), «Гостював у Літа Дощик» (2007), «Майже вчений» (2008), п'єси — казки «Земля Світлячків» (2008) за однойменною повістю-казкою Віктора Близнеця, «Як Петрик стежину пас»(2009), «Проліскові дзвони» (2013), збірки дорослої поезії «Мовчання бруньки» (2012) та переспіву двох мюзиклів — «Долаючи смерть»(за мотивами «Ромео і Джульєтти» В. Шекспіра) та «Легенди Нотр Даму» (за В. Гюго). Розлога добірка творів А. Царук представлена у хрестоматії «У барвистому віночку» (1912)..

## Твори
- Земля Світлячків. За мотивами однойменної повісті — казки Віктора Близнеця / А. П. Царук. — Кіровоград: КОД, 2008. — 40с.
- Майже вчений: Вірші. Загадки. Пісні / А. П. Царук. — Кіровоград: Степ, 2008. — 20 с.
- Онучечка-чомучечка: вірші, загадки / А. П. Царук. — Кіровоград: КОД, 2006 — 26с.: іл. — (Юному читайлику).
- Відважне Мишеня / А. Царук. — Кіровоград: КОД, 2007. — 32 с., іл.- (Юному читайлику)
- Як Петрик стежину пас: вірші, казки, загадки, оповідання. Для дошкільного та молодшого шкільного віку/ А. Царук; передм. В. Погрібного; іл. М. Гудзенко. — Кіровоград: Степ, 2009. — 124с.
- Проліскові дзвони / А. Царук. — Кіровоград: «Мавік», 2013. — 84 с., іл. С. Ярових
- Мовчання бруньки / А.Царук. — Кіровоград: ПП В. Ф. Лисенко, 2012. −108 с, іл. О. Босого, передм. О.Кердіваренка